# Economia del benessere
L'economia del benessere, che prende il nome dal titolo di un celebre libro dell'economista del Regno Unito Arthur Cecil Pigou, The Economics of Welfare, è una disciplina dell'economia che studia le ragioni e le regole di fenomeni sociali al fine di formulare soluzioni tali da tendere ad una situazione di ottimo sociale.

## Descrizione
È un'analisi di tipo normativo, che si preoccupa pertanto non solo di analizzare ma anche di valutare determinate situazioni economiche.
Gli strumenti macroeconomici utilizzati si rifanno alla teoria dell'equilibrio economico generale di stampo keynesiano, quindi alla determinazione della capacità produttiva e redistributiva del sistema nel suo complesso, e hanno l'obiettivo di determinare la massimizzazione del benessere della comunità tutta.
L'Economia del benessere per trovare attuazione concepisce il ruolo centrale dell'attività dell'apparato statale, non come autonoma fonte di valori, ma come aggregato delle volontà individuali, al fine della valutazione della desiderabilità sociale di situazioni economiche alternative, costruendo una graduatoria di diversi stati del mondo.

### Criteri dell'analisi
L'economia del benessere si basa su due criteri di valutazione fondamentali, l'efficienza e l'equità di un determinato stato del mondo, mentre i giudizi di valore sono:
- ottimo paretiano: Una situazione economica nella quale non è possibile accrescere il benessere di un individuo senza diminuire quello di un altro rappresenta una situazione di ottimo paretiano. Un ottimo paretiano è una condizione di unanimità circa l'impossibilità di raggiungere uno stadio migliore del mondo attraverso altre transazioni.
- la valutazione del livello del benessere viene effettuata dall'individuo preso in esame e non da terzi.

Il primo giudizio comporta il necessario consenso unanime della collettività presa in esame ed è il parametro principale per raggiungere la valutazione riguardo all'efficienza.

### Teoremi fondamentali
(Primo teorema fondamentale dell'economia del benessere)
(Secondo teorema fondamentale dell'economia del benessere)

### Dimostrazione primo teorema fondamentale dell'economia del benessere
In un'economia di puro scambio, con due agenti economici ( A e B) e due beni (X,Y), tutti i punti pareto-efficienti si trovano lungo la curva dei contratti. I punti sulla curva dei contratti sono quei punti in corrispondenza dei quali le pendenze delle curve di indifferenza dei due agenti sono le medesime. Quindi in un punto pareto-efficiente abbiamo verificata la condizione SMSa=SMSb. Affinché il primo teorema sia verificato è necessario che nell'equilibrio concorrenziale si ritrovi la stessa condizione.
Il punto di equilibrio è un punto in cui ciascun agente economico sta massimizzando la propria utilità, data l'utilità dell'altro agente e date le condizioni di realizzabilità.
Considerando un solo agente, ad esempio A:
max UA(XA,YA)
sotto i vincoli: UB (XB,YB)=α , XA+XB=β , YA+YB=γ 
Dove:
- α è il livello di utilità noto dell'agente non considerato;
- β è la somma tra le dotazioni iniziali dei due agenti per il bene X;
- γ è la somma tra le dotazioni iniziali dei due agenti per il bene Y.

Queste due ultime condizioni consentono al punto di equilibrio di trovarsi all'interno della scatola di Edgeworth (cosiddetta condizione di realizzabilità).
Massimizzando dunque la funzione di utilità dell'agente A utilizzando l'equazione lagrangiana si ha:
L(XA,XB,YA,YB) = UA (XA,YA) - λ(UB (XB,YB)− α) - δ (XA+XB -β)- ε(YA+YB-γ)
Massimizzando la funzione imponendo le derivate prime per le 4 incognite (XA,XB,YA,YB) uguali a zero otteniamo:
∂L/∂XA = 0 ⇒ ∂UA/∂XA - δ = 0
∂L/∂YA = 0 ⇒ ∂UA/∂YA - ε = 0
∂L/∂XB = 0 ⇒ - λ∂UB/∂XB - δ = 0
∂L/∂YB = 0 ⇒ - λ∂UB/∂YB - ε = 0
Dividendo la prima equazione per la seconda e la terza per la quarta si ottiene:
(∂UA/∂XA - δ) / (∂UA/∂YA - ε)= 0
(- λ∂UB/∂XB - δ) / (- λ∂UB/∂YB - ε)= 0 
Dopo semplici passaggi algebrici si ha:
∂XA/∂YA = | δ/ε |
∂XA/∂YB = | δ/ε |
Da qui si deduce che:
∂XA/∂YA = ∂XB/∂YB
Ma visto che i SMSA=∂XA/∂YA ed SMSB=∂XB/∂YB, l'equazione diventa:
SMSA=SMSB